# Camino de Santiago Francés en Aragón

Ruta del Camino de Santiago Francés

El Camino de Santiago Francés en Aragón, también llamado Camino de Santiago Aragonés, es una ruta que forma parte del Camino de Santiago Francés en España  y era la que tomaban los peregrinos que procedentes del este del país galo por el camino de Arlés, alcanzaban la ciudad de Toulouse para atravesar la Cordillera Pirenaica a través del Puerto de Somport. En su origen el paso primitivo se encontraba en el puerto del Palo, en el valle de Echo.
Una vez en España, se dirigían hacia tierras navarras para unirse en Puente la Reina de Navarra con los que había cruzado las montañas por el Puerto de Roncesvalles a través del Camino navarro provenientes de los caminos de Tours, Vézalay y Le Puy, naciendo a partir de Puente la Reina el conocido como Camino de Santiago Francés que continúa hasta Santiago de Compostela.
Su uso es muy minoritario. De los 327 000 peregrinos que llegaron a Compostela en 2018, iniciaron su camino en Somport: 404; en Canfranc: 29; en Jaca: 116 y en Leyre: 1. Procedentes de la francesa Arlés, pasaron 164 peregrinos.

## Trazado de la ruta

### Ruta principal
| Municipio                                   | Provincia | A Santiago (km) | Web                                                  |
| ------------------------------------------- | --------- | --------------- | ---------------------------------------------------- |
| Somport (Aísa)                              | Huesca    | 870             |                                                      |
| Estación de Canfranc (Canfranc)             | Huesca    | 862             |                                                      |
| Canfranc                                    | Huesca    | 858             |                                                      |
| Villanúa                                    | Huesca    | 853             |                                                      |
| Castiello de Jaca                           | Huesca    | 846             |                                                      |
| Jaca                                        | Huesca    | 838             |                                                      |
| Santa Cruz de la Serós                      | Huesca    | 822             |                                                      |
| Santa Cilia                                 | Huesca    | 807             |                                                      |
| Puente la Reina de Jaca                     | Huesca    | 801             |                                                      |
| Arrés (Bailo)                               | Huesca    | 798             |                                                      |
| Martés (Canal de Berdún)                    | Huesca    | 792             |                                                      |
| Mianos                                      | Zaragoza  | 785             |                                                      |
| Artieda                                     | Zaragoza  | 780             |                                                      |
| Ruesta (Urriés)                             | Zaragoza  | 772             |                                                      |
| Undués de Lerda                             | Zaragoza  | 763             |                                                      |
| Sangüesa                                    | Navarra   | 753             |                                                      |
| Liédena                                     | Navarra   | 748             |                                                      |
| Lumbier                                     | Navarra   | 742             | Archivado el 17 de mayo de 2014 en Wayback Machine.  |
| Nardués (Urraúl Bajo)                       | Navarra   | 737             |                                                      |
| Aldunate (Urraúl Bajo)                      | Navarra   | 736             |                                                      |
| Izco (Ibargoiti)                            | Navarra   | 731             | Archivado el 14 de junio de 2009 en Wayback Machine. |
| Abínzano (Ibargoiti)                        | Navarra   | 729             |                                                      |
| Salinas de Ibargoiti (Ibargoiti)            | Navarra   | 725             |                                                      |
| Monreal                                     | Navarra   | 723             |                                                      |
| Yarnoz (Valle de Elorz)                     | Navarra   | 718             |                                                      |
| Otano (Valle de Elorz)                      | Navarra   | 717             |                                                      |
| Guerendiáin (Valle de Elorz)                | Navarra   | 713             |                                                      |
| Tiebas-Muruarte de Reta                     | Navarra   | 709             |                                                      |
| Campanas (Tiebas) (Tiebas-Muruarte de Reta) | Navarra   | 708             |                                                      |
| Biurrun-Olcoz/Biurrun-Olkotz                | Navarra   | 706             |                                                      |
| Úcar (Tiebas-Muruarte de Reta)              | Navarra   | 702             |                                                      |
| Enériz                                      | Navarra   | 700             |                                                      |
| Obanos                                      | Navarra   | 694             |                                                      |
| Puente la Reina                             | Navarra   | 692             |                                                      |

En Puente la Reina confluyen las rutas jacobeas franco-navarra y franco-aragonesa, procedentes, respectivamente, de Roncesvalles y Somport. Los historiadores sostienen que es en la villa de Puente la Reina donde efectivamente las dos rutas principales, que no únicas, unen su trazado dando origen al Camino de Santiago Francés que llega hasta Santiago de Compostela.

### Alternativa por Sigüés
| Municipio                | Provincia | A Santiago (km) | Web |
| ------------------------ | --------- | --------------- | --- |
| Puente la Reina de Jaca  | Huesca    | 820             |     |
| Berdún (Canal de Berdún) | Huesca    | 811             |     |
| Sigüés                   | Zaragoza  | 791             |     |
| Esco (Sigüés)            | Zaragoza  | 779             |     |
| Tiermas (Sigüés)         | Zaragoza  | 779             |     |
| Yesa                     | Navarra   | 769             |     |
| Javier                   | Navarra   | 763             |     |
| Sangüesa                 | Navarra   | 754             |     |

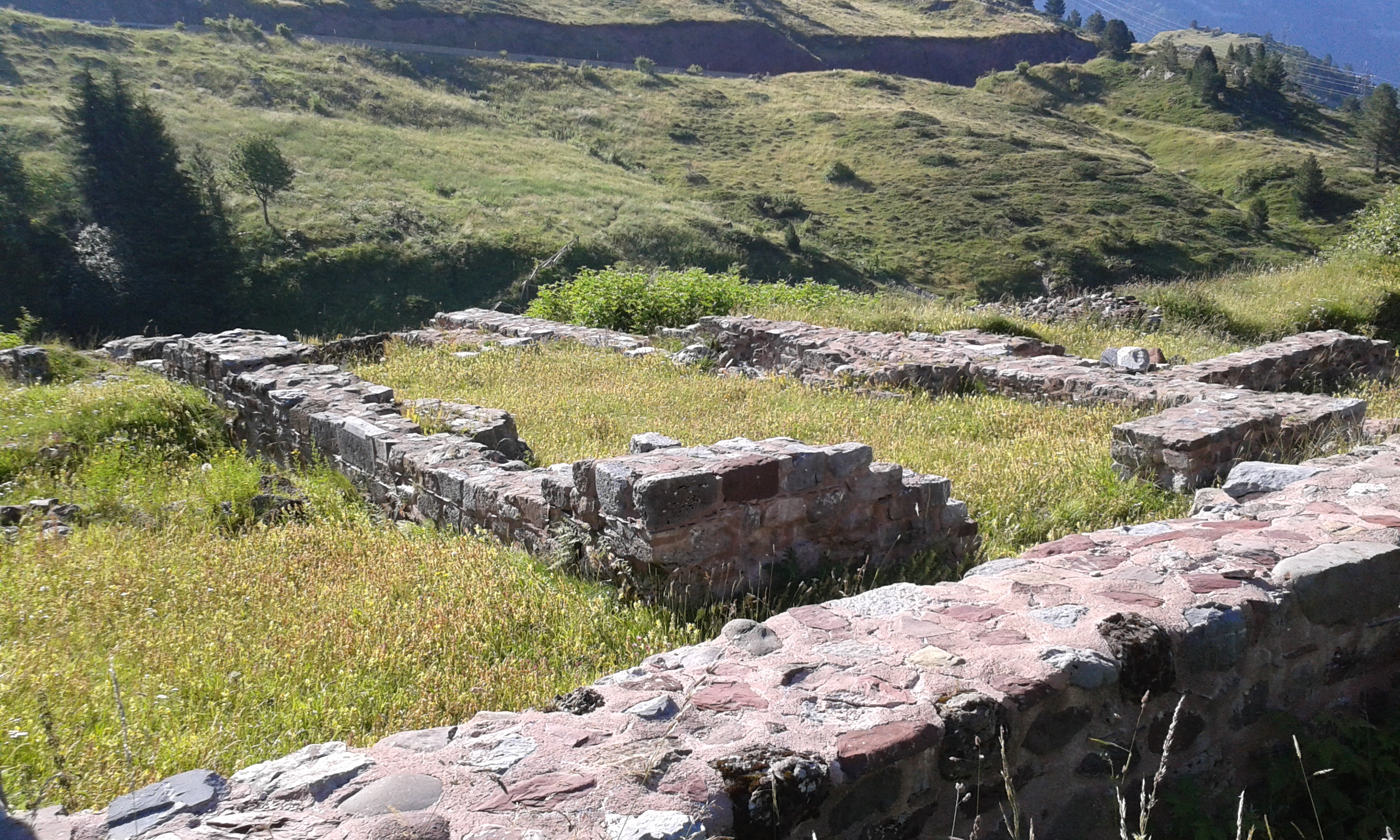
Ruinas del Hospital de Santa Cristina en Somport (Huesca)
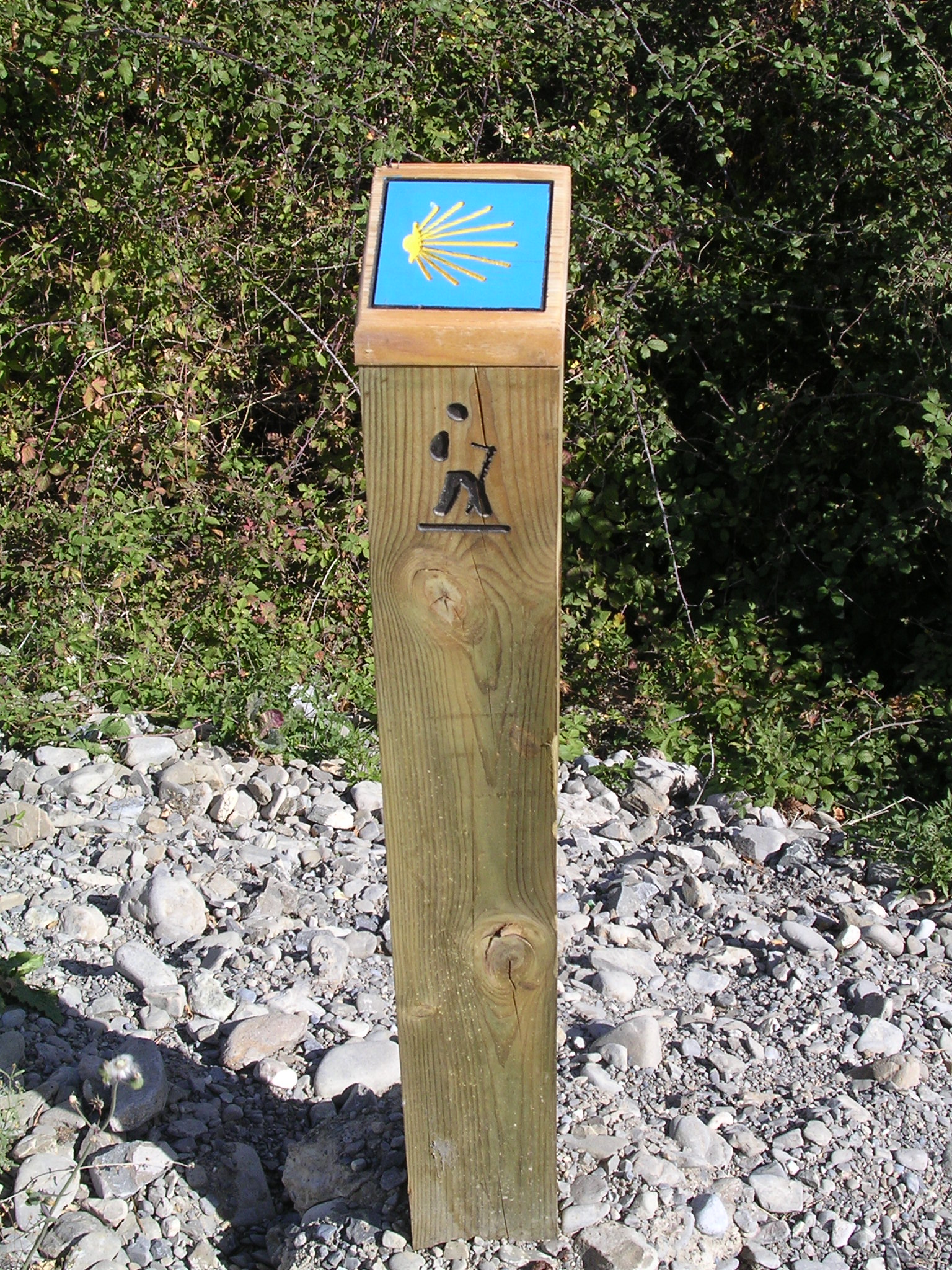
Indicador del Camino de Santiago en Aragón
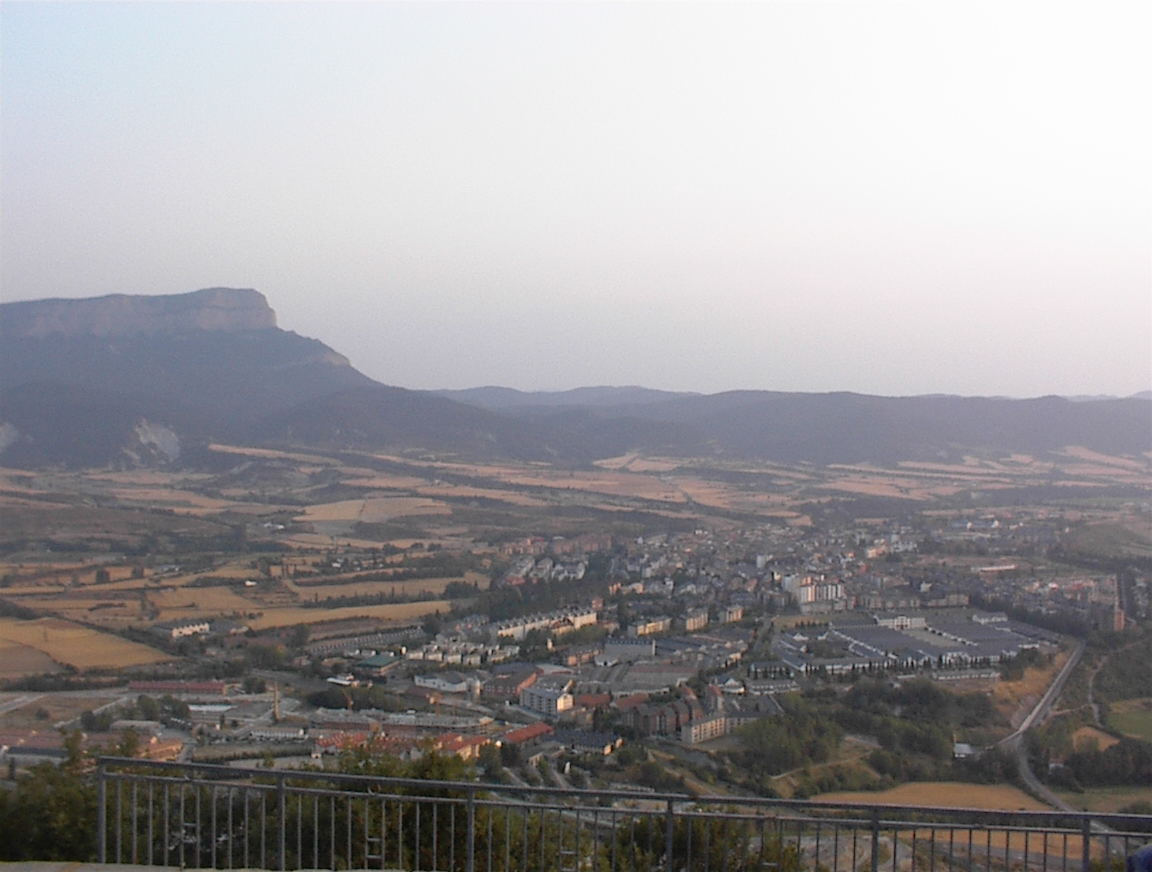
Jaca (Huesca)
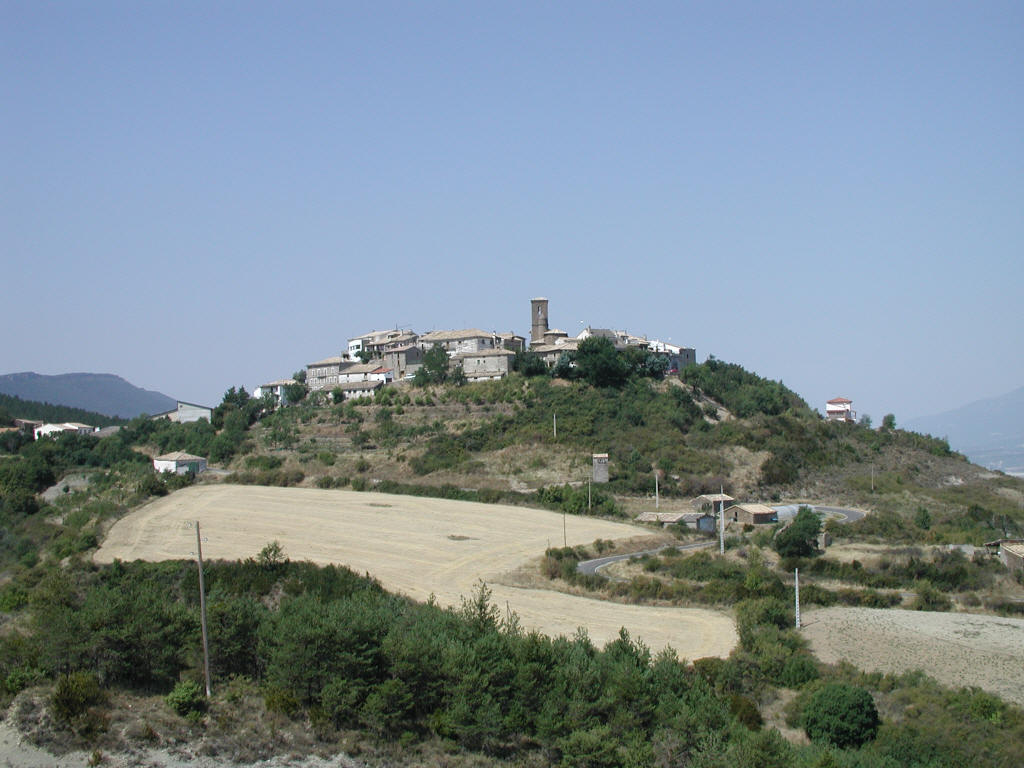
Artieda (Zaragoza)
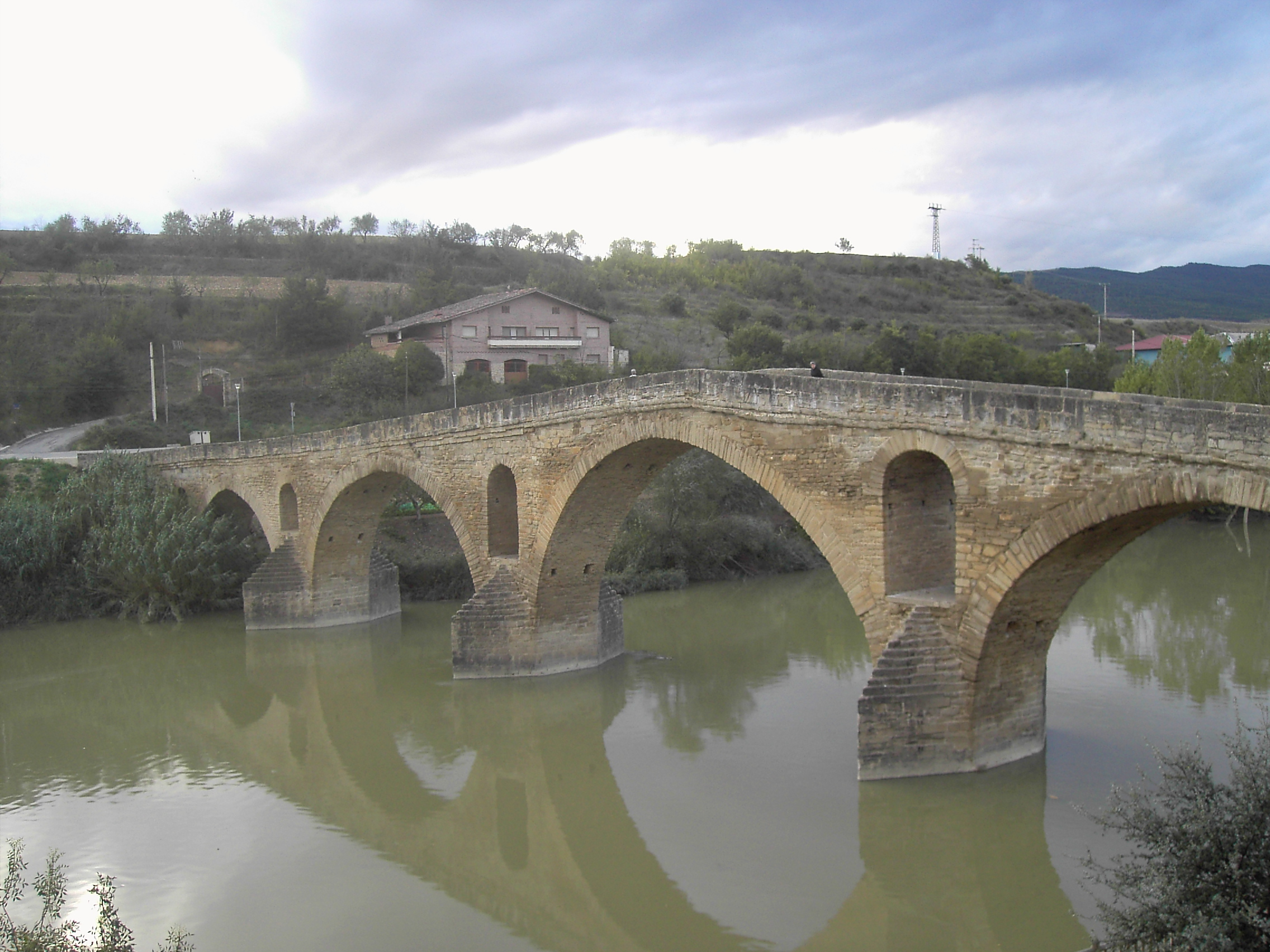
Puente la Reina (Navarra)

## Patrimonio de la ruta
A pesar de su relativamente corto trazado entre Somport y Puente la Reina son numerosos los vestigios de la importancia histórica de esta ruta comercial y de peregrinación.

### Patrimonio natural y paisajístico
- A lo largo del camino, el viajero puede deleitarse con grandes monumentos naturales de gran valor paisajístico. Entre ellos:
  - Cueva de las Güixas en Villanúa.
  - Desfiladero de la Foz de Lumbier en Lumbier.
  - Pico de la Collarada en Villanúa.

### Patrimonio arqueológico
- Las tierras que surca esta antigua vía de comunicación están plagadas de vestigios arqueológicos que dan fe de lo antiguo de sus asentamientos humanos. Entre los más importantes se cuentan:
  - Necrópolis y yacimiento romanos de Arroyo Vizcarra en Ruesta.
  - Poblado romano de Forau de la Tuta y Campo del Royo en Artieda.
  - Ruinas de la Villa Romana en Lumbier.
  - Villa romana en Esco.
  - Villa romana y poblado medieval de Corrales de Villarués en Artieda.
  - Villa romanas de Rienda y Viñas de Sastre en Artieda.
  - Yacimientos megalíticos como los de Enériz o Villanúa.

- Aunque de épocas mucho más recientes, son reseñables los pueblos deshabitados que permanecen intactos para mostrar de forma fidedigna la arquitectura popular regional. Dos ejemplo son:
  - Ruinas del Señorío de Aruej en Villanúa.
  - Pueblo abandonado de Cenarbe en Villanúa.

### Patrimonio artístico y monumental
- Entre los más importantes edificios religiosos que el viajero puede contemplar, figuran éstos:
  - Catedral de San Pedro en Jaca.
  - Ermita de San Pedro en Artieda.
  - Ermita románica de San Jacobo en Ruesta.
  - Ermita románica de San Juan Bautista en Ruesta.
  - Iglesia de Nuestra Señora del Pilar en Canfranc.
  - Iglesia de San Caprasio en Santa Cruz de la Serós.
  - Iglesia de Santiago el Mayor en Sangüesa.
  - Iglesia románica de San Esteban en Sigüés.
  - Iglesia parroquial de Santa Eufemia en Tiebas.
  - Monasterio de San Juan de la Peña en Santa Cruz de la Serós.
  - Monasterio de San Salvador de Leyre en Yesa.
  - Monasterio de Santa María Magdalena en Lumbier.

- Dada la antigüedad de la vía de comunicación y peregrinación, es notable reseñar algunos de los puentes de los que se sirve para evitar las corrientes fluviales:
  - Puente de la Reina en Puente la Reina.
  - Puente de los Peregrinos en Canfranc.
  - Puente de Piedra en Puente la Reina de Jaca.
  - Puente de Piedra en Tiermas (inundado por el embalse de Yesa).
  - Puente de San Miguel en Jaca.
  - Puente de Santa Cristina en Somport.
  - Puente del Ruso en Somport.
  - Puente medieval en Monreal.
  - Puente medieval en Otano.
  - Puente Viejo en Villanúa.

- Aunque no tan numerosos como en la ruta franco-navarra, también en esta antigua vía se han construido desde siempre, edificios y monumentos para el servicio o en homenaje al peregrino:
  - Las ruinas de los Hospitales de Peregrinos de Santa Cristina del Somport y Canfranc son dos de los antiguos centros dedicados a la atención del peregrino o el viajero.
  - Hospital de Santa Ana en Sigüés (siglo XII)
  - Merece la pena destacar los mesones medievales de Puente la Reina de Jaca que han llegado a nuestros días en buen estado de conservación.
  - En Somport, Santa Cilia y Obanos se encuentran algunos de los Monumentos al Peregrino que encontramos en el camino.

- Algunas de las construcciones militares y defensivas son:
  - Castillo medieval en Arrés.
  -  Ciudadela de Jaca en Jaca.
  - Castillo en Javier.
  - Recinto amurallado en Puente la Reina.
  - Ruinas del Alcázar en Ruesta.
  - Ruinas del castillo en Tiebas.
  - Torre almenada en Yárnoz.
  - Torre del de castillo y muralla en Sigüés.

- Por lo que respecta a la arquitectura civil, edificios administrativos y residenciales son los más notables monumentos que enriquecen el camino:
  - Ayuntamientos de Jaca y Sangüesa.
  - Casa de los Diezmos en Artieda.
  - Palacio del Patrimonial en Puente la Reina.
  - Palacio del Príncipe de Viana en Sangüesa.

- Por último, hay que citar las más singulares infraestructuras de las que están dotadas estas comarcas pirenaicas:
  - Acueducto en Noáin.
  - Estación internacional de ferrocarril en Canfranc.
  - Viaducto circular del ferrocarril en Villanúa.

### Patrimonio cultural y popular
- La Cordillera Pirenaica posibilita que esta comarca esté dotada de tres de las más importantes estaciones de esquí españolas:
  - Estación de esquí de Candanchú en Aísa.
  - Estación de esquí de Astún en Jaca.
  - Estación de esquí de Le Somport en el Parc National des Pyrénées en Francia.
- Otra manifestación cultural relevante es el Festival Folklórico de los Pirineos que se celebra bianualmente en Jaca.

### Patrimonio afectado por el recrecimiento del embalse de Yesa
El proyecto de recrecimiento del embalse de Yesa afectaría a un rico patrimonio artístico, cultural y monumental en el valle del Aragón. En concreto se inundarían 15 km del ramal Sigüés-Esco-presa de Yesa y 7 km del ramal Artieda-Ruesta.
El patrimonio afectado sería el siguiente:
- - En Artieda:
  - Villa romana y poblado medieval de Corrales de Villarués.
  - Villa romana de Rienda.
  - Villa romana de Viñas de Sastre.
  - Poblado romano de Forau de la Tuta y Campo del Royo.
  - Ermita de San Pedro del siglo XVIII.

- - En Escó:
  - Villa romana.

- - En Ruesta:
  - Ermita románica de San Jacobo y restos arqueológicos de su necrópolis.
  - Ermita románica de San Juan Bautista.
  - Fuente de Santiago.
  - Puente medieval.
  - Necrópolis de Arroyo Vizcarra.
  - Necrópolis y yacimientos romanos de Ruesta.

- - En Sigüés:
  - Torre del de castillo medieval.
  - Muralla.
  - Iglesia románica de San Esteban.
  - Hospital de Santa Ana del siglo XVI.
  - Ermita de San Juan Bautista.

- - En Tiermas:
  - Baños termales de época romana, que quedarían inaccesibles.

### Galería de imágenes

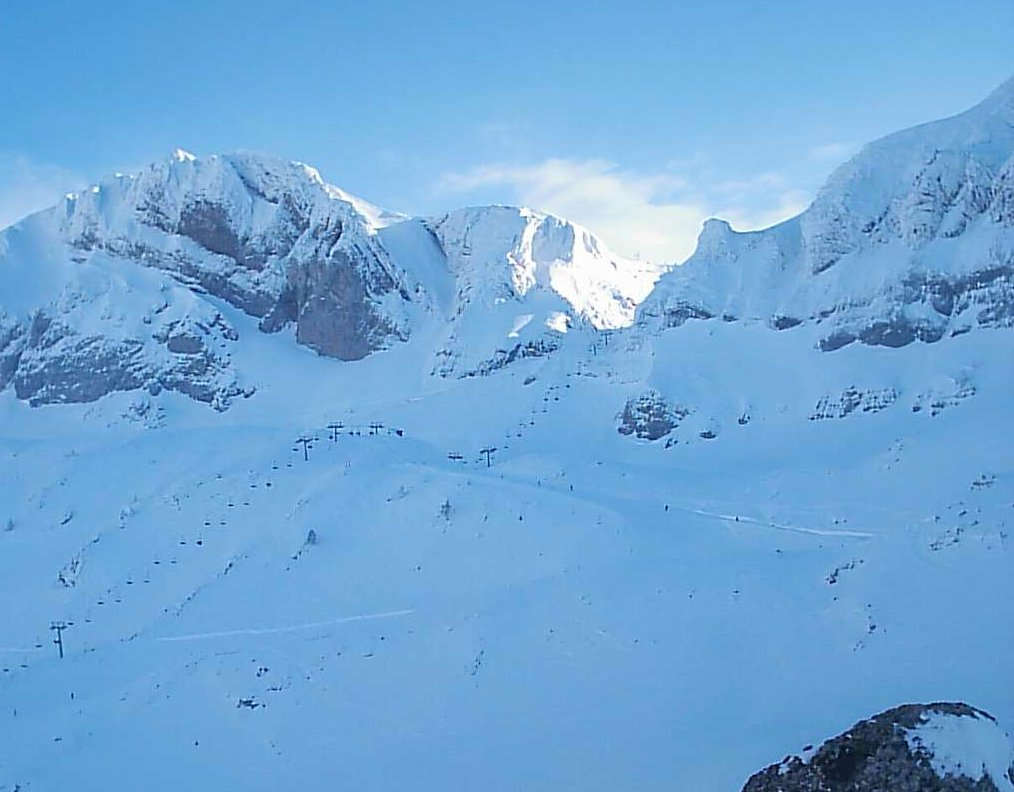
Estación de esquí de Candanchú en Aísa
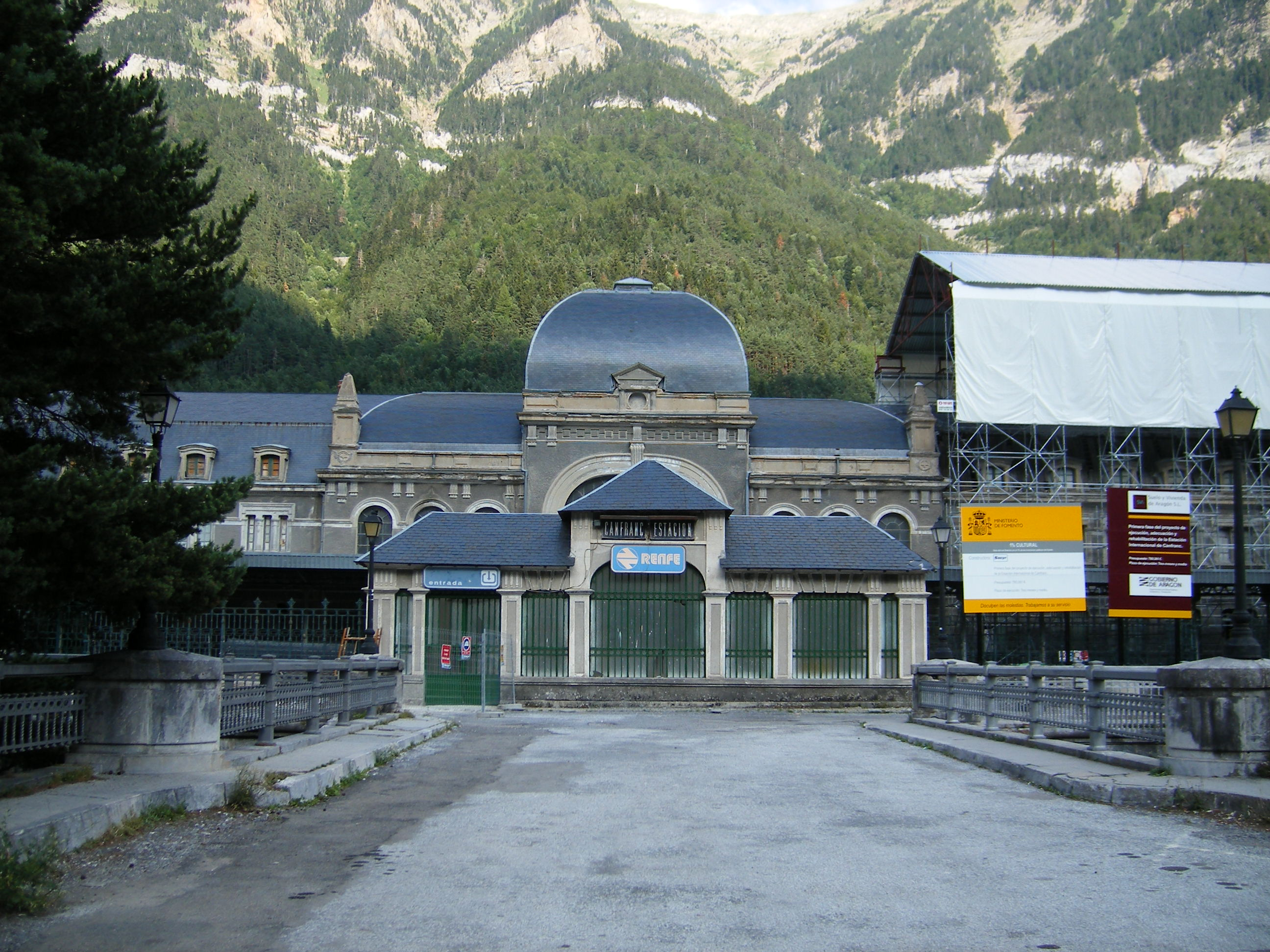
Estación internacional de ferrocarril en Canfranc
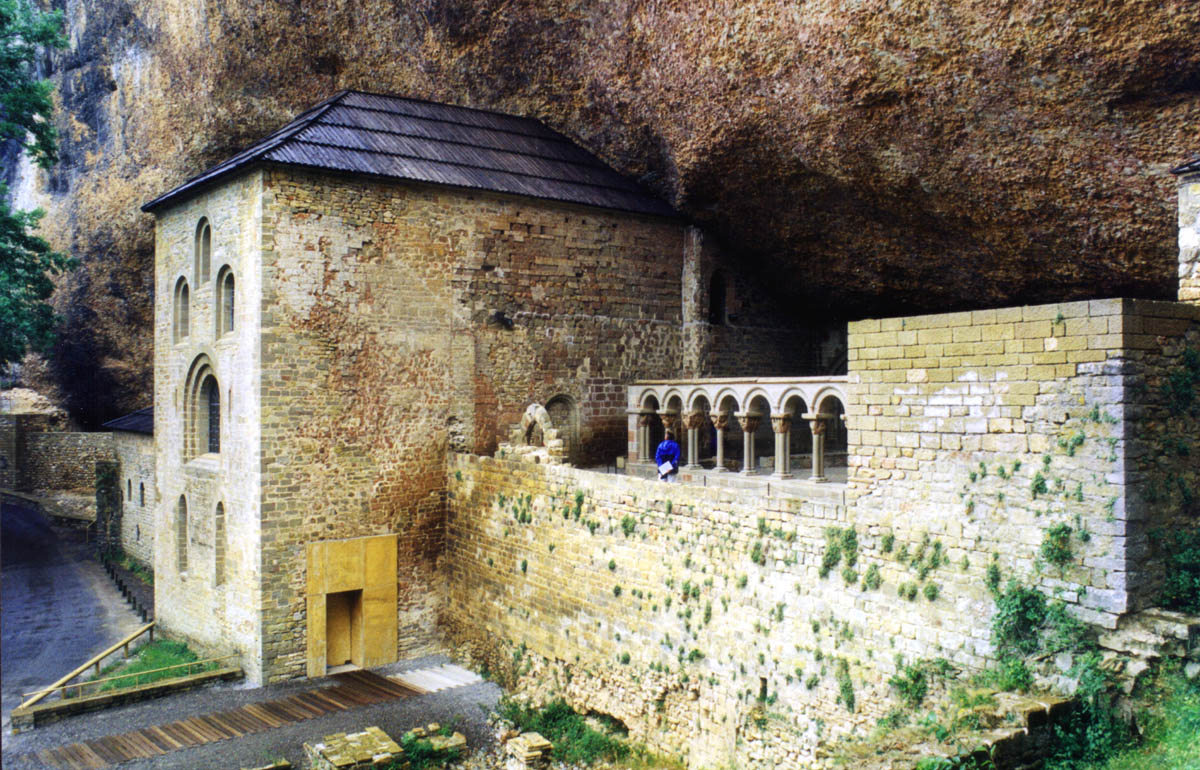
Monasterio de San Juan de la Peña en Santa Cruz de la Serós
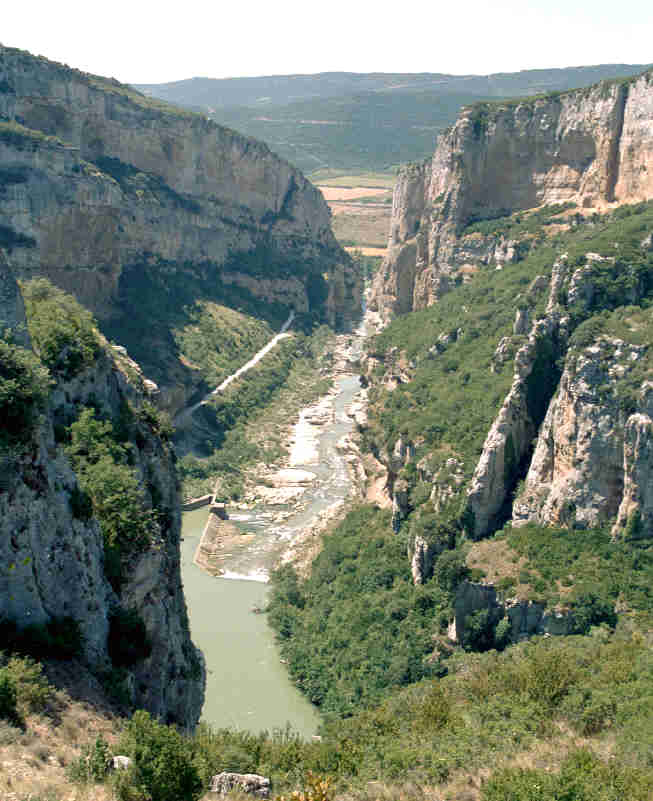
Desfiladero de la Foz de Lumbier
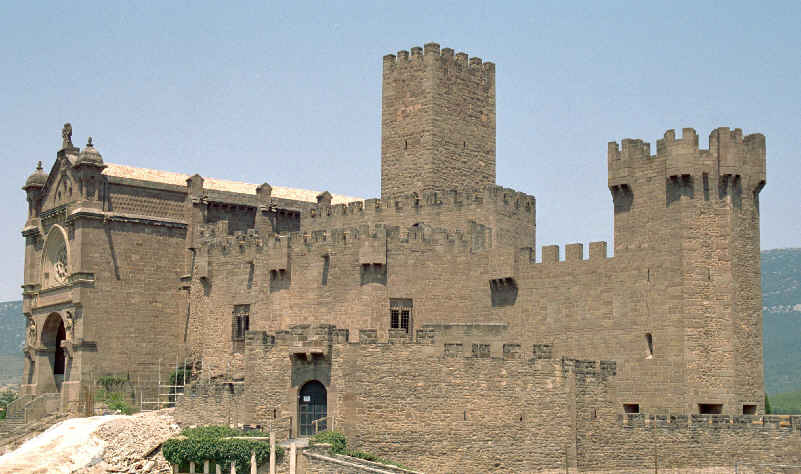
Castillo de Javier
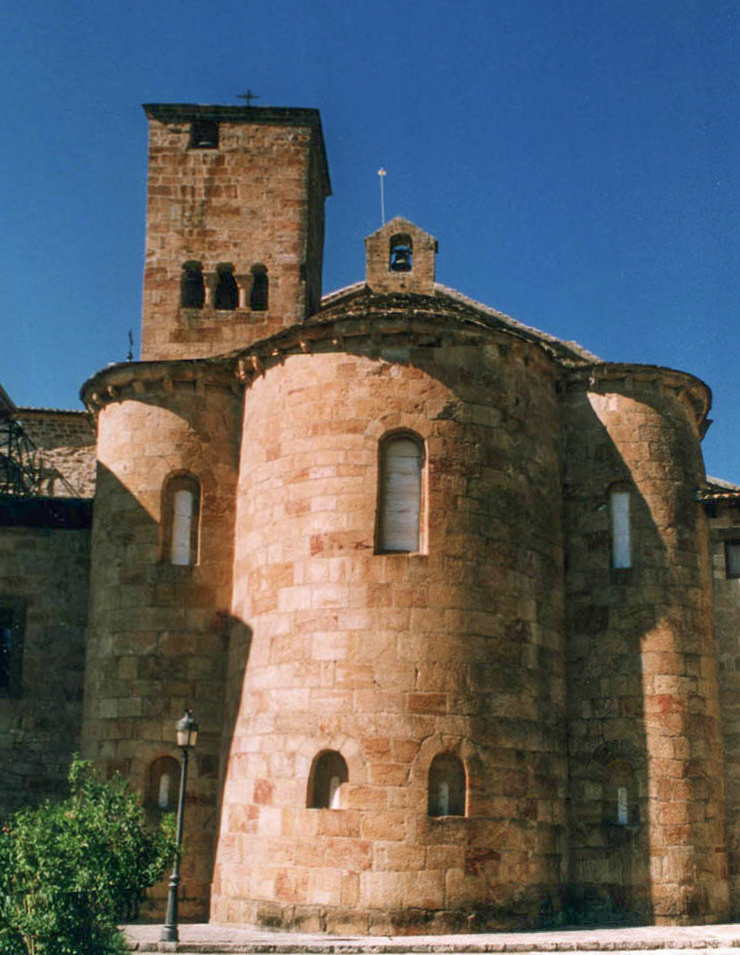
Monasterio de Leyre en Yesa

## Saber más
Este artículo es una ampliación de los Caminos de Santiago en España.

## Documentación y bibliografía
- Cuaderno de viaje: una visión contemporánea del Camino de Santiago en Aragón.
- El Camino de Santiago. Antón Pombo. Ed. Anaya Touring. 2004
- El Camino de Santiago. Federación Española de Asociaciones de Amigos del Camino de Santiago. Ed. Valverde. 1993
- Guía del camino jacobeo en Aragón. Gobierno de Aragón, 2010.